# Gisela González
Gisela González (født 16. april 1997) er en paraguayansk håndboldspiller. Hun spiller for Club Cerro Porteño og det paraguayanske landshold .
Hun blev valgt til at repræsentere Paraguay ved verdensmesterskabet i håndbold for kvinder i 2017.